# Mirni (Séverskaya, Krasnodar)
Mirni (del ruso: Планческая Щель) es un posiólok del raión de Séverskaya del krai de Krasnodar, en Rusia. Está situado en el borde septentrional del Cáucaso, a orillas del río Bezeps, afluente del Shebsh, que desemboca en el Afips, de la cuenca del Kubán, 27 km al sur de Séverskaya y 52 km al suroeste de Krasnodar. Tenía 100 habitantes en 2010.
Pertenece al municipio Smolénskoye.